# Франкфуртський зоопарк

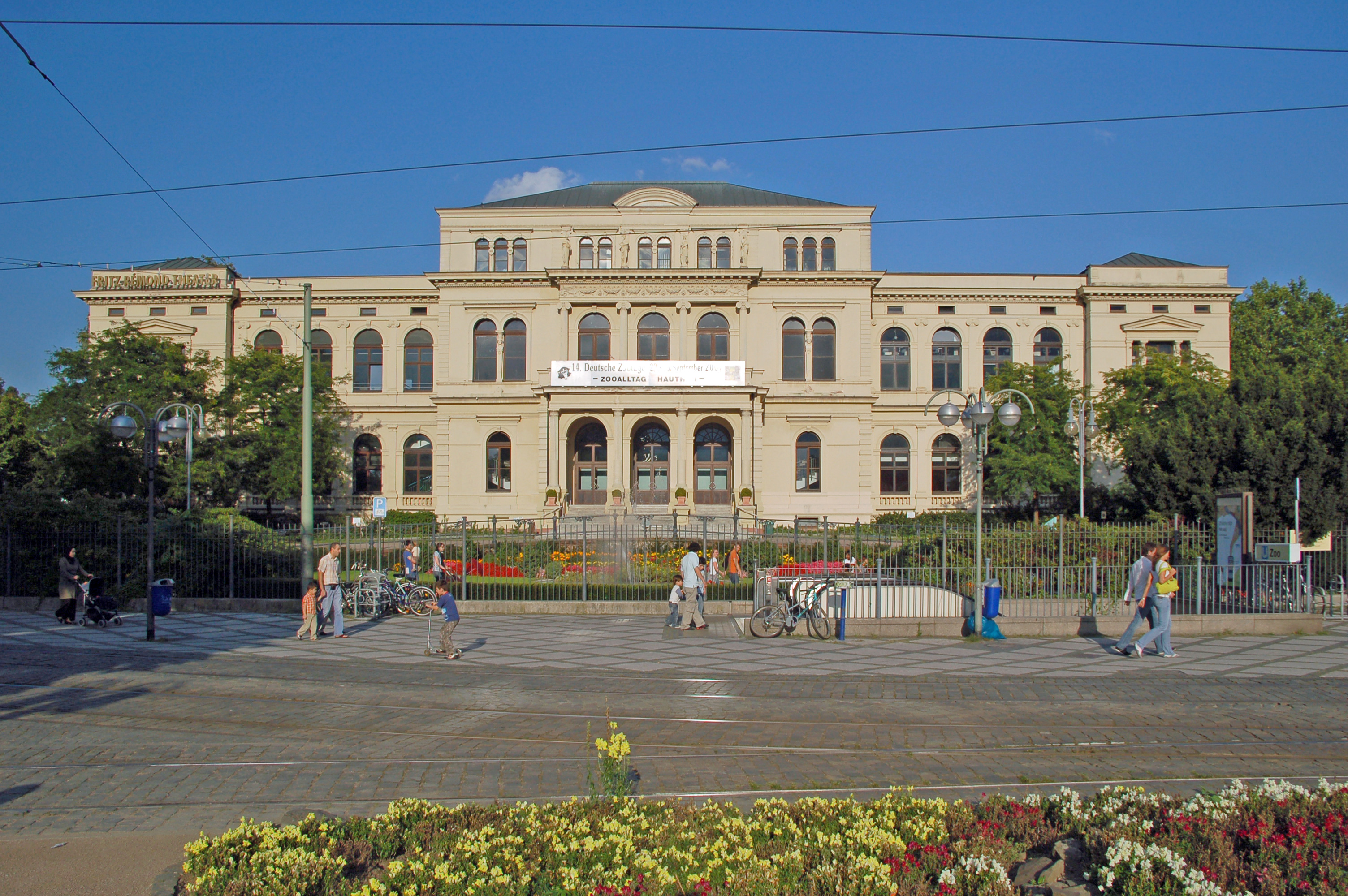
Франкфуртський зоопарк

Франкфуртський зоологічний сад (нім. Zoologischer Garten Frankfurt Zoologischer Garten Frankfurt) займає площу в 13 гектарів у центрі Франкфурта і є одним з найбільших зоопарків Німеччини.

## Історія
На початку 1850-х рр. з ініціативи жителів міста було створено Зоологічне товариство. Франкфуртський зоопарк, другий зоопарк в Німеччині, відкрився у 1858 році і був побудований на пожертви городян. Спочатку зоопарк розташовувався на околиці міста і тому не був популярним. У лютому 1874 року всі звірі були перевезені на нове місце.
У період Першої світової війни доходи зоопарку сильно впали і він прийшов у занепад. Слід відзначити особливу роль зоопарку в русі за збереження зникомих видів, директор Франкфуртського зоопарку Курт Примеліт став першим президентом створеного в 1923 році «Міжнародного Товариства зі збереження зубрів». Друга світова війна мала для зоопарку фатальні наслідки: масовані бомбардування союзників в ніч на 18 березня 1944 року знищили майже всі будівлі зоопарку і зоологічного товариства.
1 травня 1945 року директором зоопарку був призначений знаменитий німецький зоолог Бернард Гржимек. Гржимек доклав чимало зусиль для відтворення зоопарку.
Всесвітню славу принесли Франкфуртському зоопарку успішні спроби розмноження в неволі чотирьох видів людиноподібних мавп. У павільйоні мавп з'явилися на світ 100 дитинчат горили, орангутана, шимпанзе і бонобо. Найбільші людиноподібні мавпи — рівнинні горили — живуть у вольєрі, оточеній бронестеклом, що дозволяє безперешкодно спостерігати за мешканцями джунглів.

## Інтернет-ресурси
- Website des Zoos Frankfurt
- Der Zoo auf den Seiten der Stadt Frankfurt
- Zoo Frankfurt auf zooinstitutes.com
- Podcast: Wie Bernhard Grzimek den Frankfurter Zoo rettete. Veröffentlicht von hr-info am 3. April 2015, Zugriff am 4. Dezember 2018, Audiolänge: 24:11 Minuten